# Aronia arbutifolia
Espèce
Aronia arbutifolia, l’Aronie à feuilles d'arbousier, Aronia rouge ou Aronie à fruits rouges, est une espèce de plantes à fleurs de la famille des Rosaceae et du genre Aronia. Ce sont des arbustes ou arbrisseaux originaires d'Amérique du Nord, à baies rouges comestibles, plantés et diffusés dans les jardins sous climat tempéré.

## Étymologie
Aronia vient du grec aria qui désigne le sorbier ou le néflier. Arbutifolia fait référence aux feuilles qui ressemblent à celles de l'arbousier.
En anglais, l'aronie est appelée chokeberry (en anglais to choke = « étouffer » et berry = « baie ») car les oiseaux auraient tendance à s'étouffer avec ses fruits.

## Description

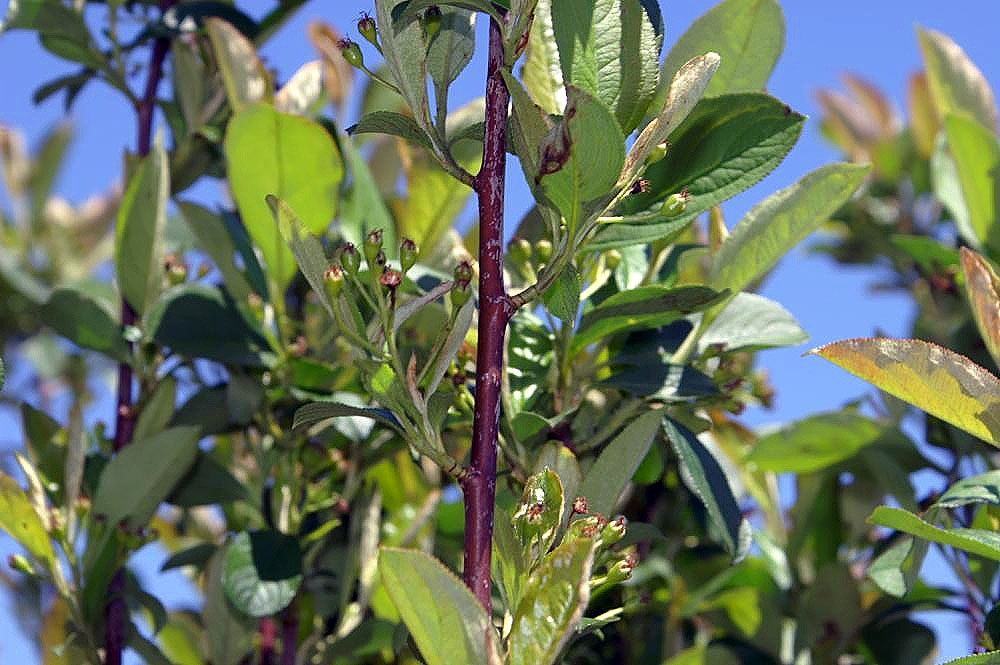
Feuilles.

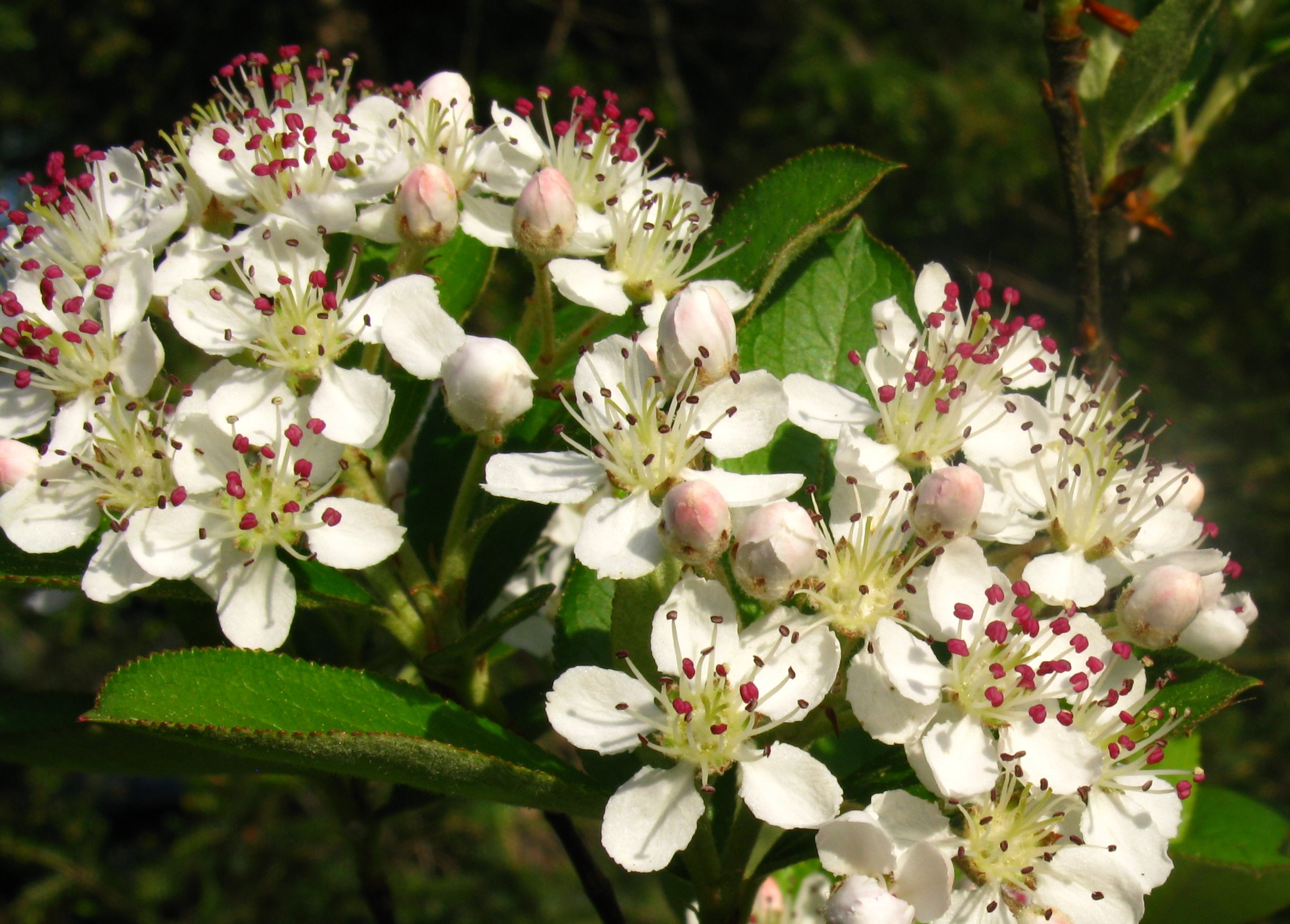
Fleurs.

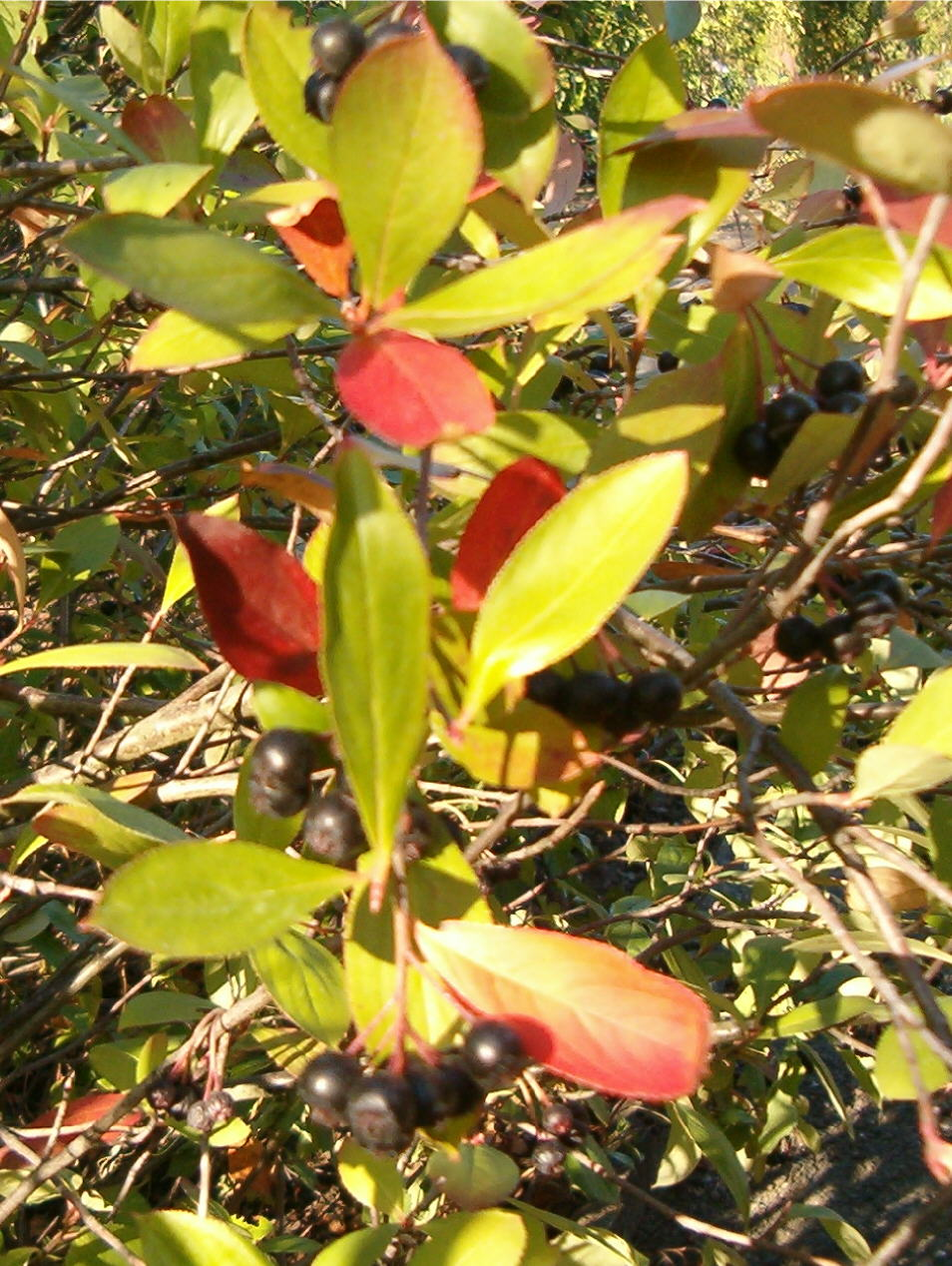
Feuilles devenant rouges et fruits.

### Appareil végétatif
L'aronie à feuilles d'arbousier est un arbuste à feuilles caduques, à croissance rapide, formant des touffes étalées, atteignant 2-3 m de haut. Comme son nom latin l’indique, les feuilles sont lancéolées dentées, ressemblant à celle de l’arbousier (Arbutus). L’enracinement superficiel est formé de fines racines fibreuses qui s’installent facilement dans le litière d’une forêt.
Les feuilles sont alternes, simples, ovales et finement dentées, longues de 4 à 8 cm, pourvues d’un pétiole assez court. Le feuillage se pare de magnifiques teintes rouge feu, parfois légèrement violacées, très décoratives l’automne.

### Appareil reproducteur
La floraison est blanche ou rosée et intervient en mai-juin sous forme de corymbes de 10 à 25 petites fleurs munies de 5 pétales. La corolle mesure de 1 cm de diamètre. Le gros bouquet d’étamines et le parfum léger des fleurs attire de nombreux butineurs qui assurent une très bonne pollinisation proche de 90% en période non pluvieuse.
Les petites baies vertes virent au rouge. Leur taille évoque celle d’une myrtille atteignant parfois 1,5 cm chez les sélections fruitières. Il s’agit plutôt de drupes au sens botanique car le fruit contient un noyau. Ils sont à la fois décoratifs par leur abondance et comestibles. Malgré leur pulpe un peu aigre et astringente, les oiseaux s’en régalent, contribuant à disperser les graines. Les fruits sont souvent considérés comme ayant un mauvais goût.

## Habitat et écologie
L'Aronie à feuilles d'arbousier peuple les bois et fourrés clairs. Elle résiste à -35 °C. Ses fruits sont appréciés par les oiseaux.

## Répartition
Elle est originaire de l'est du Canada et de l'est et du centre des États-unis, de l'est du Texas de Nouvelle-Écosse, de l'intérieur des terres de l'Ontario, de l'Ohio, du Kentucky et de l'Oklahoma.
L’aronie à feuille d’arbousier s’est échappée des jardins et occupe de plus en plus le territoire français depuis les années 1980-90 au point d’être considéré comme plante envahissante en Gironde notamment. Elle colonise aussi bien la lande, le sous-bois que la pinède récemment ouverte par la coupe grâce à la dispersion des graines, en sol sec à humide surtout s’il est acide.

## Utilisations
L'aronie à feuilles d'arbousier est appréciée comme arbuste d'ornement pour la couleur de ses feuilles virant au rouge à l'automne et pour ses fruits comestibles. Le cultivar Aronia arbutifolia ‘Brilliant’ est l’arbuste le plus commercialisé chez l’amateur à cause de la brillance et de la couleur éclatante de ses feuilles à l’automne bien que ses drupes soient moins goûteuses.

## Taxinomie
Le nom correct complet (avec auteur) de ce taxon est Aronia arbutifolia (L.) Pers..
L'espèce a été initialement classée dans le genre Mespilus sous le basionyme Mespilus arbutifolia L..
Ce taxon porte en français les noms vulgaires « Aronia à feuilles d'arbousier », « Aronie à feuilles d'arbousier », « Aronie rouge », « Aronia à fruits rouges », « Aronia rouge ».

### Variétés
Selon GBIF (10 février 2024) :
- Mespilus arbutifolia var. arbutifolia
- Mespilus arbutifolia var. nigra Willd.

### Synonymes
- Adenorachis arbutifolia (L.) Nieuwland
- Amelanchier chinensis Hort. ex C. Koch
- Aronia arbutifolia f. glabra (Elliott) L. J. Uttal
- Aronia arbutifolia var. glabra Elliott
- Aronia densiflora Spach
- Aronia depressa (Lindl.) Spach
- Aronia glabrescens Spach
- Aronia grandifolia (Lindl.) Sweet
- Aronia pubens (Lindl.) Spach
- Aronia pumila (Neum. ex Tausch) M. Roem.
- Aronia pyrifolia Lam.
- Azarolus arbutifolia Borkh.
- Crataegus arbutifolia Lam. (synonyme ambigu)
- Crataegus densiflora (Spach) Desf. ex C. Koch (synonyme ambigu)
- Crataegus pyrifolia Lam. (synonyme ambigu)
- Hahnia arbutifolia (L.) Medik.
- Mespilus arbutifolia L.
- Mespilus montana Hort. ex M. Roem.
- Mespilus pumila Schmidt ex Steud.
- Photinia pyrifolia (Lam.) K. R. Robertson & J. B. Phipps
- Pyrus arbutifolia (L.) L. fil.
- Pyrus arbutifolia var. glabra Cronquist
- Pyrus canadensis Billb. (synonyme ambigu)
- Pyrus capitata Hort. ex Lindl.
- Pyrus coronaria Wangenh. (synonyme ambigu)
- Pyrus depressa Lindl.
- Pyrus grandifolia Lindl.
- Pyrus pensylvanica Hort. ex Lindl.
- Pyrus prunifolia Hort. ex Steud. (synonyme ambigu)
- Pyrus pubens Lindl.
- Pyrus pumila Neum. ex Tausch (synonyme ambigu)
- Pyrus sempervirens Willd.
- Sorbus arbutifolia (L.) Heynh.
- Sorbus depressa (Lindl.) Heynh.
- Sorbus grandifolia (Lindl.) Heynh.
- Sorbus pubens Heynh[8].